# Annaba
Annaba (în arabă عنابة‎) este un oraș  în provincia (wilaya) Annaba, Algeria. În Antichitate localitatea era cunoscută sub numele de Hippona, iar în timpul dominației franceze purta denumirea de Bône. Este al patrulea oraș algerian, ca număr de locuitori, după capitala Alger, Oran și Constantine. Are rol de reședință a provinciei / wilayatului Annaba.

## Geografie
Localitatea Annaba este situată la 152 km spre nord-est de Constantine, la 246 km spre est de Jijel și la vreo 100 km spre vest de frontiera cu Tunisia, la poalele masivului muntos Edough, care are altitudinea maximă de 1008 m. Annaba este o metropolă situată pe litoralul sudic al Mării Mediterane, având o populație care depășește 600.000 de locuitori.
Fluviul Seybouse se varsă în Marea Mediterană, la sud-est de oraș.

### Climatul
Annaba beneficiază de un climat mediteranean. Localitatea este cunoscută pentru lungile sale veri calde și uscate. Iernile sunt blânde și umede. Zăpada este rară, dar nu este imposibilă. Ploile sunt abundente și pot deveni diluviene. În general, este cald mai ales de la jumătatea lui iulie până la jumătatea lui august.

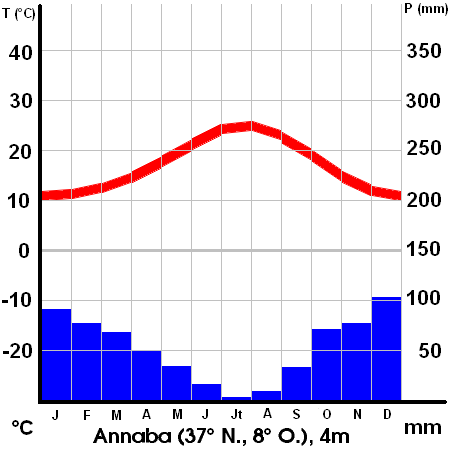
Temperatură și pluviometrie la Annaba

Vedere panoramică spre orașul Annaba, dinspre mare

## Istoric

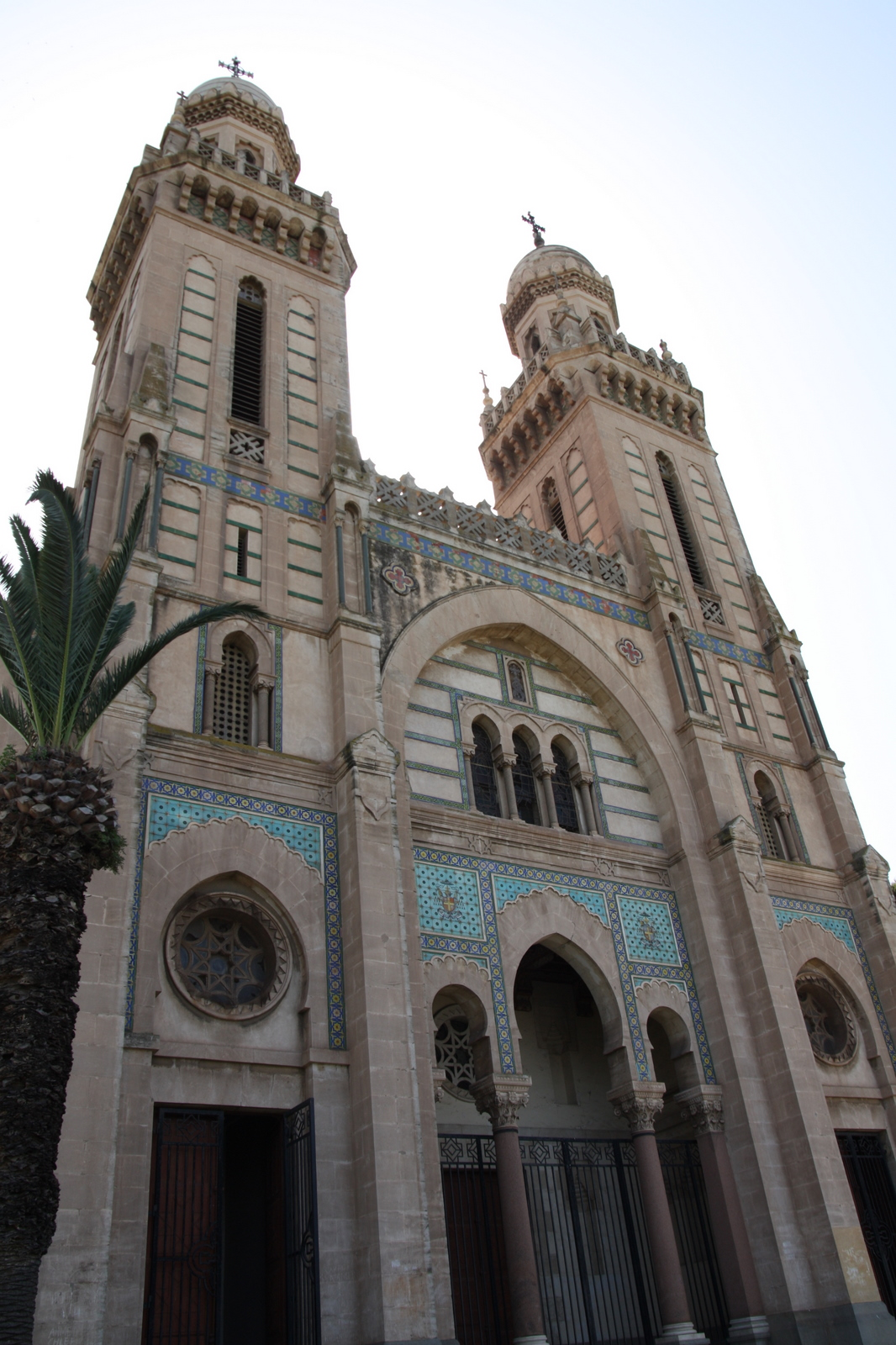
Biserica Sf. Augustin din Annaba, în mai 2009

Cunoscută ca Hippo Regius în epoca romană, localitatea a fost fondată probabil de fenicieni în cursul secolului al XII-lea î.Hr.
A fost unul dintre centrele cele mai cunoscute ale creștinismului. În secolul al V-lea, Hippona a devenit un important focar al creștinismului sub episcopatul Sfântului Augustin, episcop al orașului din 396 până la moartea sa în 430. Moartea Sf. Augustin coincide cu înfrângerea romanilor în regiune, sub loviturile vandalilor și atrofia Hipponei, pe toate nivelurile. În pofida tuturor eforturilor depuse de bizantini, aceștia nu au reușit să redea orașului strălucirea de altădată, deși Hippona era o escală sau un punct de aprovizionare a flotei bizantine.
În anul 1035 localitatea a fost cucerită de Republica Pisa.
În perioada normandă, a făcut parte din Regatul Siciliei.

## Galerie de imagini

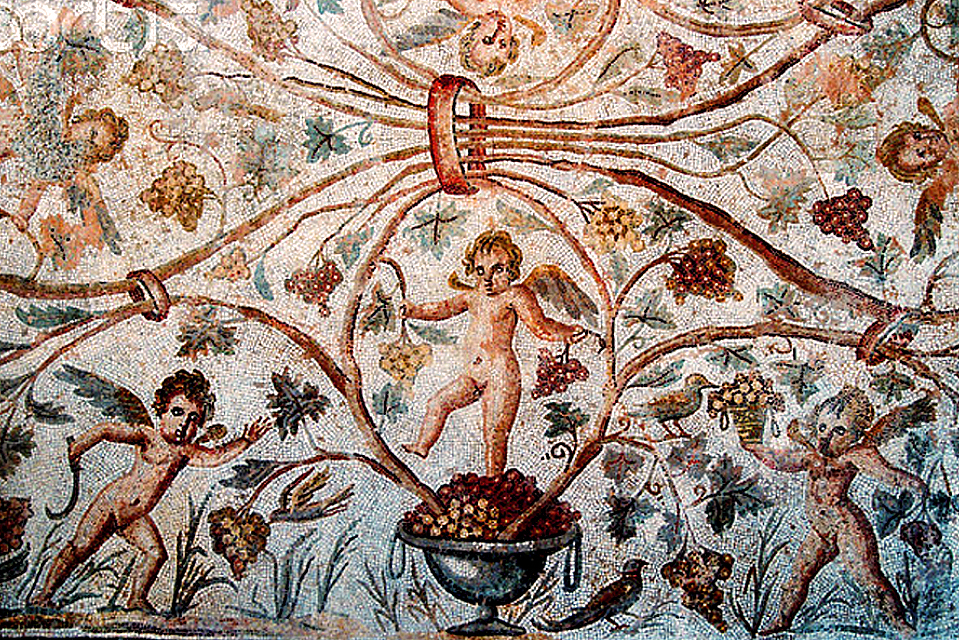
Mozaic roman reprezentând amorași viticultori
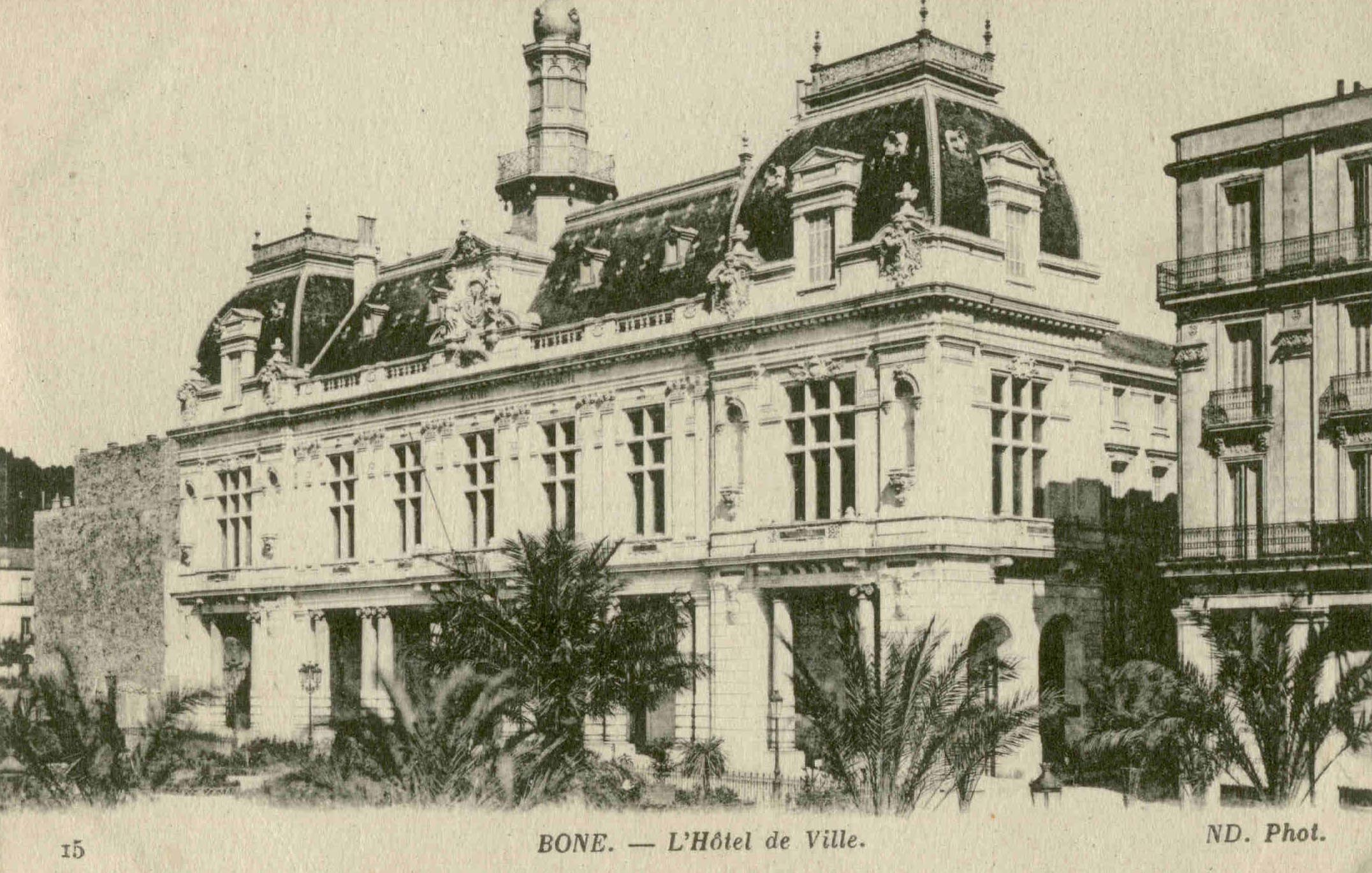
Primăria orașului Bône, din timpul dominației franceze